# Eva Segmüller

Eva Segmüller (1987)

Eva Segmüller (* 21. Januar 1932 in Zürich) ist eine Schweizer Politikerin (CVP).

## Leben
Segmüller absolvierte in Biel die Matura und studierte anschliessend an der Universität Zürich Romanistik. Danach lebte sie vier Jahre lang in den USA und arbeitete sie als medizinische-wissenschaftliche Sachbearbeiterin und Übersetzerin. Von 1972 bis 1984 war sie Präsidentin des Katholischen Frauenbunds St. Gallen-Appenzell. Im Jahr 1995 initiierte Segmüller die Gründung des Schweizerischen Spitex-Verbands, dessen erste Präsidentin sie von 1995 bis 2002 war. Als Vizepräsidentin der Stiftung Gen Schweiz amtierte sie von 1991 bis 2003.
Von 1976 bis 1980 sass die St. Gallerin für die CVP im Kantonsrat und von 1979 bis 1995 im Nationalrat, wo sie sich in der Familien-, Gesundheits- und Aussenpolitik engagierte. Von 1987 bis 1992 präsidierte Segmüller die CVP und war damit die erste Frau an der Spitze einer Bundesratspartei.